# Pavle Kalinić
Pavle Kalinić (Zadar, 6. lipnja 1959.) hrvatski je publicist, književnik i političar.

## Životopis
Diplomirao je na Fakultetu političkih znanosti u Zagrebu 1982. godine, a tri godine kasnije na istom fakultetu stječe titulu magistra znanosti s područja međunarodnih odnosa. Šest godina radi kao asistent na Zagrebačkom sveučilištu. Od 1987. do 1991. godine radio je na Višoj tehničkoj školi u Zagrebu. Tijekom 1989. – 1990. na Fakultetu političkih znanosti, kao znanstveni asistent, sudjelovao je na znanstvenom projektu "Odrednice političkog ponašanja na našim prostorima". Pokrenuo je 1989. prvi neovisni časopis u Republici Hrvatskoj, Fokus, koji je izlazio do kraja 1990. godine. Sudjeluje u Domovinskom ratu kao dragovoljac. Nakon ranjavanja odlazi na liječenje u SAD 1992./93.
Radi u Hrvatskom helsinškom odboru za ljudska prava (1994./95.), dvije godine kasnije izabran je za zastupnika u Gradskoj skupštini Grada Zagreba. Na parlamentarnim izborima 2000. godine izabran je za zastupnika u Hrvatskom saboru kao član SDP-a. Potom radi kao direktor u Profilu, najvećoj izdavačkoj i distributerskoj kući u Hrvatskoj. Godine 2006. postaje pročelnik Gradskog ureda za obrazovanje, kulturu i šport Grada Zagreba u upravi gradonačelnika Milana Bandića. 
Od 2008. – 2021. godine obnašao je dužnost pročelnika Ureda za upravljanje u hitnim situacijama Grada Zagreba. Inicijator je poslijediplomskog studija "Upravljanje u krizama" na Sveučilištu u Zagrebu.
Dana 22. veljače 2025. objavio je kandidaturu za gradonačelnika grada Zagreba. Bio je posljednji od sedmoro kandidata, s 3,84 % osvojenih glasova.

## Književno stvaralaštvo i publicistika
Autor je više od deset knjiga, od kojih sedam beletrističkih i tri publicističke. Piše kolumne za novine (Vjesnik, Slobodna Dalmacija, Obzor, Zadarski regional, Zarez i Vijenac) i internetske portale (Iskon, Z-net, T-portal). Pisao je predgovore za razne knjige, kao što su Tony Blair: Treći put, Tariq Ali: Sukob fundamentalizama, Hans Blix: Razoružavanje Iraka, Noam Chomsky: Kobno trojstvo: SAD, Izrael i Palestinci.
Doktorirao je u srpnju 2012. s disertacijom Politika administracije G. W. Busha i islamski terorizam.
Istaknutiji znanstveno-stručni radovi:
- Terorizam: Historijat Crvenih brigada, Solidarnost, br. 12, god. 4, 1983.
- Nova elita - stara lutka u novom odijelu, Hrvatska revija, časopis Matice hrvatske, br. 2-3, god. 50, 2000.
- Definicija "terorizma" olovnih godina, Hrvatska revija, časopis Matice hrvatske, br. 1, god. 50, 2000.

Član je P.E.N.-a.

## Djela
- Andrija Hebrang: svjedoci govore, Zagreb, 1991. (2. izd. Zagreb, 1996., 3. izd. Zagreb, 2008.)
- Ni pukovnik ni pokojnik ni pokajnik, roman, Zagreb, 1992.
- Requiem: za jednu mladost, moju baku i USA, Zagreb, 1996. (2. izd. Zagreb, 2000.)
- Ne! raporti iz balkanske krčme, Zagreb, 1998.
- Pušači vremena, Zagreb, 1999.
- Prtljaga, Zagreb, 2001.
- Raf - frakcija Crvene armije 1970. – 1998., Zagreb, 2002.
- Teror i terorizam, Zagreb, 2003.
- Između (od Balkana do Afganistana), Zagreb, 2004.
- Idemo dalje, Zagreb, 2007.
- Topovsko meso: sabrana proza, Zagreb, 2009.
- Sekularni korijeni modernog Islamizma : Palestina, Iran, Afganistan, Zagreb, 2015.
- Let za umjetnost, Zagreb, 2020.

## Osobni život
Trenutno predaje na Poslovnom veleučilištu Zagreb.